# 이지민 (가수)
이지민(1988년 5월 31일 ~ )은 대한민국의 가수이다.
현재 거주지는 서울특별시이다.

## 학력
- 중부대학교 실용음악학과 졸업

## 데뷔
- 2013년 싱글 앨범 "붕붕붕"

## 음반
- 2025년 그리움 하나만
- 2015년 바람개비
- 2015년 이 남자 내 사람입니다
- 2014년 지지지
- 2013년 붕붕붕

## 드라마
- 2014년~2015년 OCN 《닥터 프로스트》 - 여경 역